# Passauerstraße
Die Passauerstraße (nicht: "Passauer Straße") in München ist eine ca. 1650 Meter lange Straße in München-Mittersendling. Benannt wurde sie nach Anton Passauer, einem der Anführer der Bayerischen Volkserhebung von 1705, welche in der Sendlinger Mordweihnacht gipfelte. Sie hat zwei Fahrstreifen und führt von der Albert-Roßhaupter-Straße zur Zielstattstraße. Hierbei steigt sie von 537 m NHN auf 547 m NHN. und quert in ihrem Verlauf den tiefer gelegenen mittleren Ring.